# Bleachers
Bleachers es una banda estadounidense de rock alternativo formada en Nueva Jersey en 2013 que comenzó como un proyecto en solitario del compositor y productor discográfico Jack Antonoff. El sonido de Bleachers está fuertemente influenciado por las películas de finales de los 80 y principios de los 90. Su sencillo debut "I Wanna Get Better" se lanzó en febrero de 2014, seguido de tres álbumes de estudio: Strange Desire (2014), Gone Now (2017) y Take the Sadness Out of Saturday Night (2021).

## Historia

### 2013–2016: Formación yStrange Desire

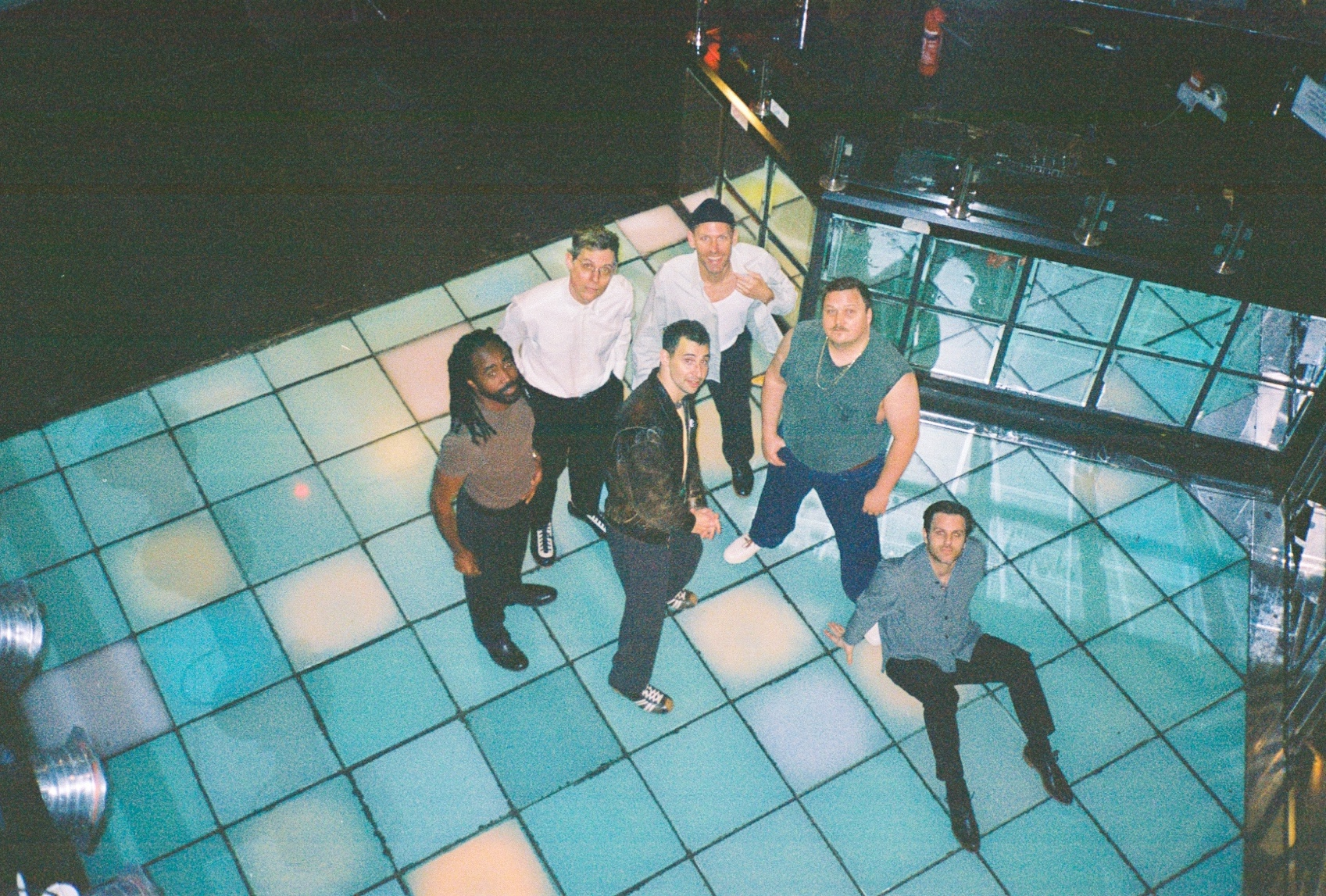
Bleachers en PRYZM Kingston, en 2024

Mientras estaba de gira con su banda Fun., Antonoff comenzó a trabajar en un nuevo proyecto durante su estancia en diferentes ciudades. Durante aproximadamente un año mantuvo el proyecto en secreto hasta el 18 de febrero de 2014, cuando se lanzó el primer sencillo "I Wanna Get Better" junto con el lanzamiento del sitio web de Bleachers, los perfiles de redes sociales y una selección de fechas de gira. La noticia de Bleachers se anunció públicamente por primera vez en una publicación de Facebook del estudio de música de Brooklyn Mission Sound en mayo de 2013.
El álbum debut de Bleachers, Strange Desire, fue lanzado el 10 de julio de 2014 por RCA Records. Bleachers realizó su debut en los escenarios con la gira titulada: Come Alive! Tour, de marzo a abril de 2015. A partir de ahí, realizaron la gira mundial Strange Desire de julio a noviembre de ese mismo año. Además hicieron una gira compartida con Charli XCX, Charli and Jack Do America Tour.
El 25 de septiembre de 2015, Bleachers lanzó Terrible Thrills, vol. 2, un álbum secuela de Strange Desire. El álbum contenía canciones versionadas por numerosas artistas femeninas con melodías modificadas. Cuando se le preguntó sobre el álbum, Antonoff dijo a la revista Billboard: “Escucho mis canciones cantadas por mujeres antes de cambiarlas y convertirlas en mi voz. El corazón de esta idea es que la gente escuche el álbum de la forma en que yo lo escucho en mi cabeza, reinterpretado por los artistas que en cierto modo inspiraron su escritura en primer lugar”. Las portadas fueron aportadas por artistas como Sara Bareilles, Charli XCX y Sia.

### 2017–2021:Gone NowyTake the Sadness Out of Saturday Night

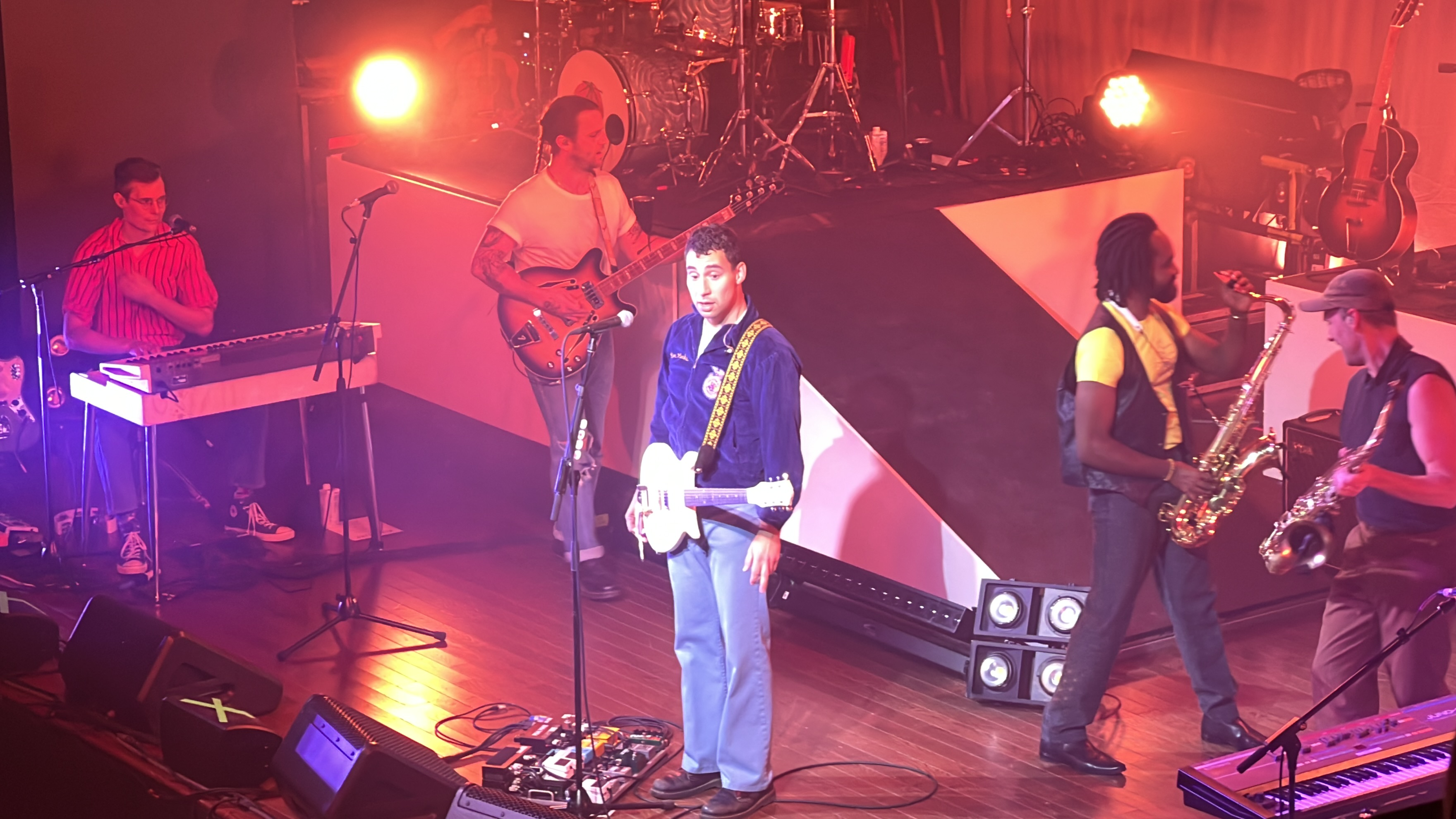
Bleachers acutando en Minneapolis, en octubre de 2021

El segundo álbum de Bleachers, Gone Now, se lanzó el 2 de junio de 2017. Su sencillo principal, "Don't Take the Money", ha sido descrito por la revista Atwood como "un himno épico y edificante de pop-rock sobre cómo, en última instancia, cuando el amor es real, vale todo". eso viene con ello". Para celebrar el lanzamiento del álbum, se llevó de gira la habitación de su infancia. Lo desmanteló y lo reconstruyó dentro de un remolque portátil. Durante los conciertos de mayo y junio, los fanáticos pudieron ingresar a la "exhibición de arte vivo y en movimiento" y escuchar el álbum antes de su lanzamiento oficial. Antonoff explicó en un comunicado de prensa que "cuando pensé de dónde venía este álbum y lo que es despedirse, pensé en esta sala. Desearía poder reproducir el álbum para las personas que se preocupan por Bleachers en este espacio que está por llegar". desde y saliendo." La banda estuvo en su gira Gone Now Era: Part 1 de septiembre a noviembre de 2017. La gira contó con Tove Styrke, Bishop Briggs y Tangerine como teloneros.
En septiembre de 2017, Bleachers actuó en MTV Unplugged en The Stone Pony en Asbury Park, Nueva Jersey. La sesión en vivo fue lanzada más tarde como un álbum, también titulado MTV Unplugged. El álbum incluye 11 pistas de sus álbumenes anteriores y se lanzó el 10 de noviembre de 2017. Antonoff produjo la banda sonora de Love, Simon, lanzada el 16 de marzo de 2018. Contribuyó con cinco canciones, cuatro de las cuales están acreditadas a Bleachers: "Alfie's Song (Love Song)", "Rollercoaster", "Keeping a Secret" y "Wild Heart", y una acreditada a su nombre real, un dueto con MØ titulado "Never Fall in Love".
El 16 de noviembre de 2020, Bleachers lanzó los dos primeros sencillos de Take the Sadness Out of Saturday Night, "45" y "Chinatown", este último con la colaboración de Bruce Springsteen. El mismo día se anunció que el álbum se lanzaría en 2021. "Stop Making This Hurt", el tercer sencillo, se lanzó el 18 de mayo de 2021. Take the Sadness Out of Saturday Night se lanzó el 30 de julio de 2021. Bleachers anunció una gira por Norteamérica para promoción del álbum en mayo de 2021.

### 2022–presente:Bleachers

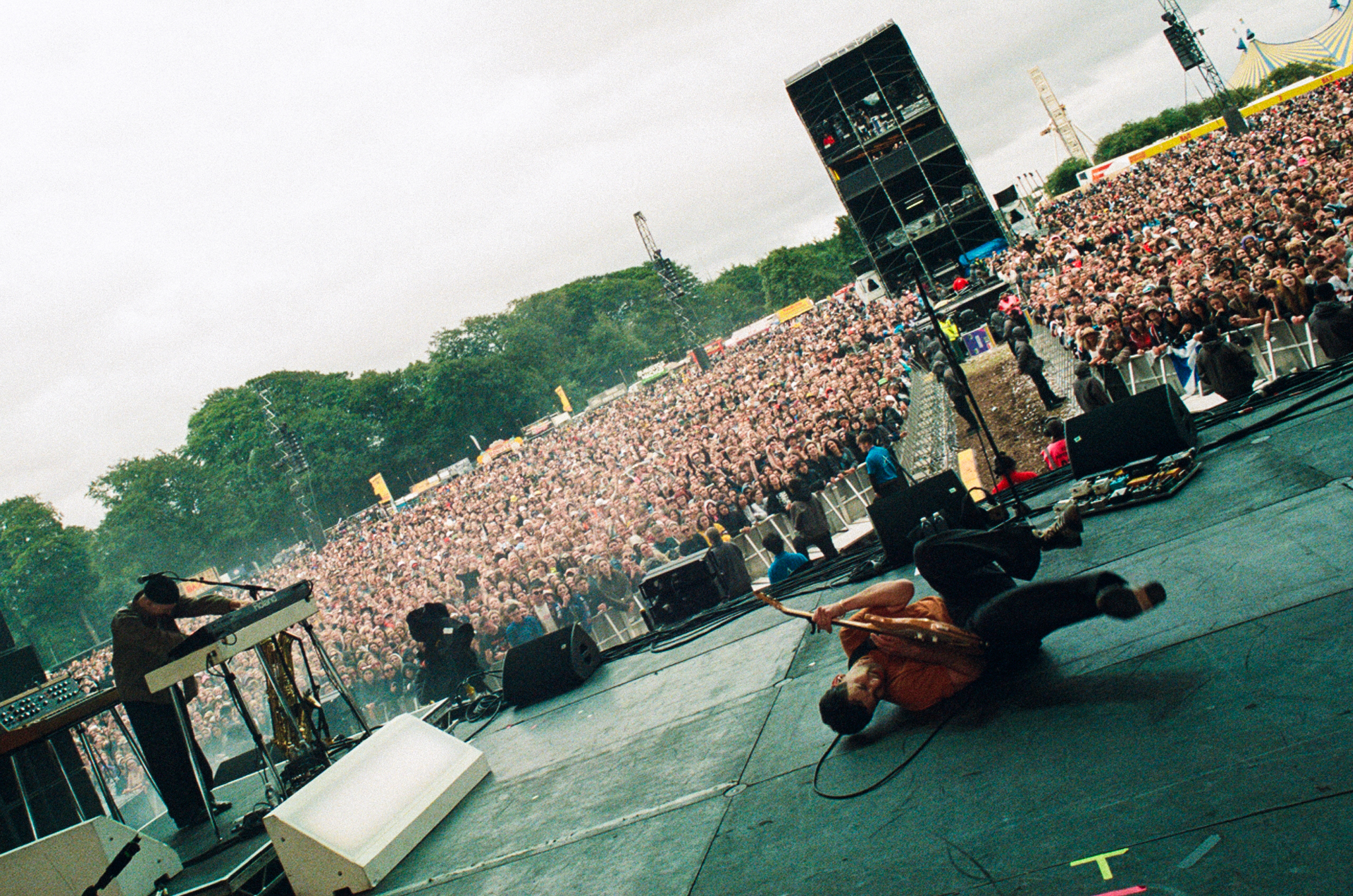
Bleachers en el Festival de Leeds, en 2024

El 1 de enero de 2022, Jack Antonoff tuiteó: "Voy a lanzar un nuevo álbum este año". Sin embargo, el lanzamiento del mismo se pospuso. En noviembre de 2022, la banda apareció en un remix de "Anti-Hero" de Taylor Swift. El 24 de marzo de 2023, la banda apareció en la canción "Margaret" de Lana Del Rey del álbum  Did You Know That There's a Tunnel Under Ocean Blvd.
El 20 de septiembre de 2023, Bleachers lanzó "Modern Girl" como el primer sencillo de su cuarto álbum de estudio, denominado "B4" en el material promocional. El mismo día se lanzó un vídeo musical de la canción. "Alma Mater" fue lanzado como segundo sencillo el 15 de noviembre y su vídeo musical fue lanzado el 7 de diciembre. El álbum, titulado Bleachers, se lanzó el 8 de marzo de 2024. El 18 de enero de 2024, publicaron el tercer sencillo del álbum, "Tiny Moves" junto con el videoclip protagonizado por Margaret Qualley.
El 15 de julio de 2024, Jack Antonoff anunció una nueva version del primer álbum de estudio de Bleachers, Strange Desire, celebrando el décimo aniversario de su lanzamiento. El álbum lleva como título,  A Stranger Desired. El primer sencillo, "Wild Heart", fue lanzado el 1 de agosto; seguido de la publicación del álbum el 6 de septiembre de 2024.

## Miembros

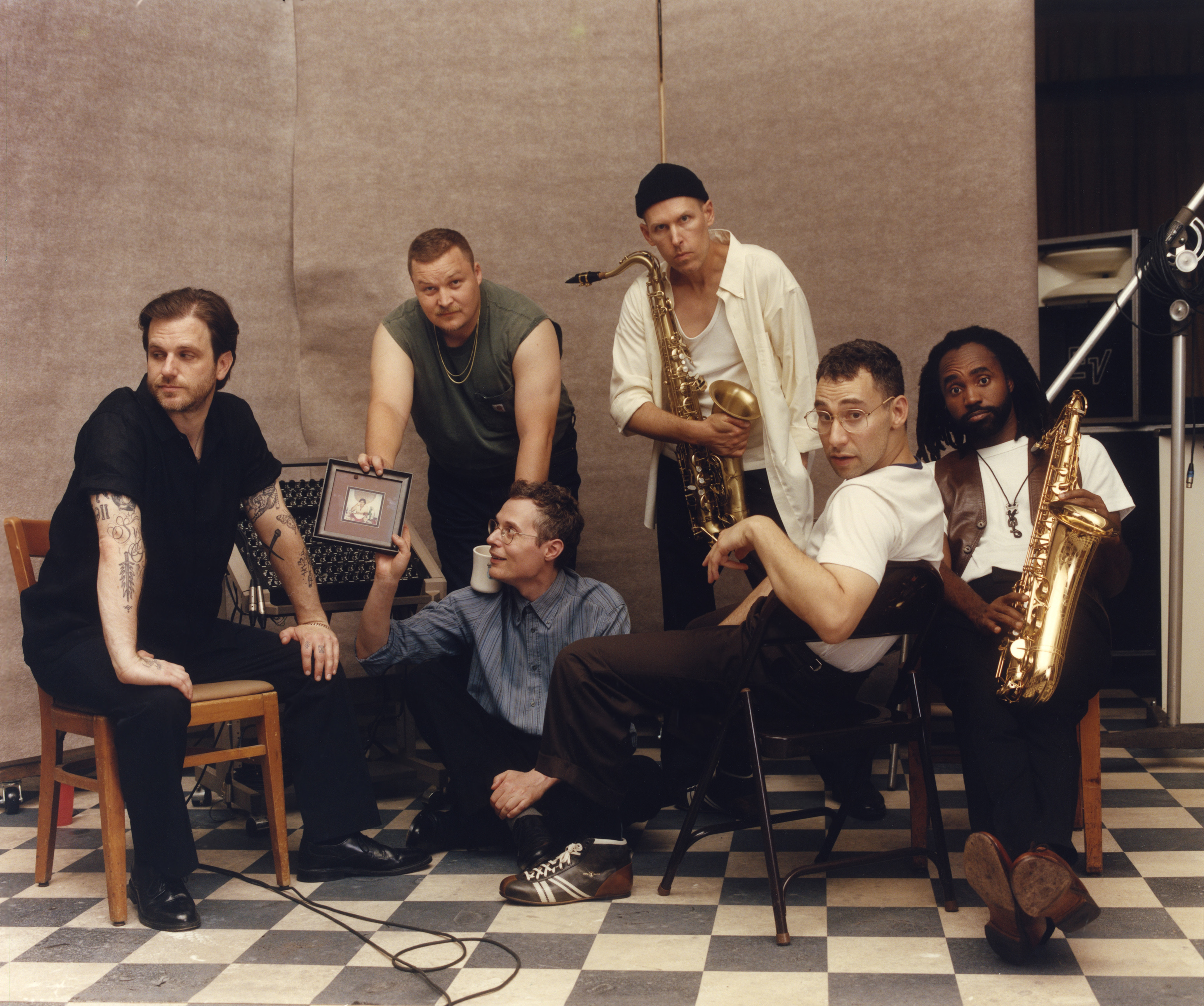
Bleachers en el rodaje del video musical de "Modern Girl", en agosto de 2023

- Jack Antonoff – voz principal, bajo, guitarra, teclados, programador, samples (2014–presente)
- Zem Audu – teclados, saxofón, coros (2023–presente, en directo 2021–2023)
- Mikey Freedom Hart – piano, teclado, piano, bajo, coros (2023–presente; en directo 2014–2023)
- Sean Hutchinson – batería, bajo, sintetizadores, coros (2023–presente; en directo 2014–2023)
- Mike Riddleberger – batería, saple, coros (2023–presente; en directo 2016–2023)
- Evan Smith – teclados, sintetizadores, saxofón, coros (2023–presente; en directo 2014–2023)

## Discografía
| Álbumes de estudio - Strange Desire (2014) - Gone Now (2017) - Take the Sadness Out of Saturday Night (2021) - Bleachers (2024) Álbumes remixes - A Stranger Desired (2024) | Álbumes en directo - MTV Unplugged (2017) - Live at Electric Lady (2021) - Live at Radio City Music Hall (2023) |

## Giras musicales
Principales
- Strange Desire World Tour (2014)
- Come Alive! Tour (2015)
- Charli and Jack Do America Tour (junto a Charli XCX) (2015)
- Gone Now Era Tour (2017–2018)
- Take the Sadness Out of Saturday Night Tour (2021)
- How Dare You Want Tour (2022)

Compartidas
- Tour Four (con Paramore) (2018)
- At Their Very Best (2023, Finsbury Park)[27]